# 2012年4月臺灣
| << | 2012年4月 （民國101年） | >> |    |    |    |    |
| \| 日 \| 一 \| 二 \| 三 \| 四 \| 五 \| 六 \| \| 1 \| 2 \| 3 \| 4 \| 5 \| 6 \| 7 \| \| 8 \| 9 \| 10 \| 11 \| 12 \| 13 \| 14 \| \| 15 \| 16 \| 17 \| 18 \| 19 \| 20 \| 21 \| \| 22 \| 23 \| 24 \| 25 \| 26 \| 27 \| 28 \| \| 29 \| 30 \| \| \| \| \| \| \| \| \| \| \| \| \| \| |                         |    |    |    |    |    |
| 臺灣新聞動態／維基新聞 |                         |    |    |    |    |    |
| 世界／中国大陆／臺灣 |                         |    |    |    |    |    |
| 日 | 一                      | 二 | 三 | 四 | 五 | 六 |
| 1 | 2                       | 3  | 4  | 5  | 6  | 7  |
| 8 | 9                       | 10 | 11 | 12 | 13 | 14 |
| 15 | 16                      | 17 | 18 | 19 | 20 | 21 |
| 22 | 23                      | 24 | 25 | 26 | 27 | 28 |
| 29 | 30                      |    |    |    |    |    |
| |                         |    |    |    |    |    |

## 4月1日
- 經濟部宣佈4月2日起，無鉛汽油以及柴油每公升都上漲3元以上，漲幅高達1成。nownews（页面存档备份，存于）
- 資深影、視演員張美瑤以心肺衰竭辭世，享年71歲，同年4月11日火化發喪。中時電子報

## 4月2日
- 台灣考古界有了驚人的重大發現！中研院研究員陳仲玉，在馬祖的軍事管制區「亮島」，成功發掘出一具約7900年前的完整人骨骨骸，並且命名為「亮島人」，這也可能是、閩江流域發現最早的新石器時代、最完整的人骨，意義重大。公視新聞網台視新聞（页面存档备份，存于）

## 4月3日
- 油電雙漲，台電、中油與經濟部被外界批得滿包頭，員工福利太優成了箭靶。審計部赴立院報告台電與中油人事成本查核狀況，報告指出台電與中油去年稅前虧損分達三、四百億元，但考核與績效獎金仍發放四．三到四．六個月，中油甚至是績效獎金年年增加。中油董事長朱少華表示目前中油員工福利支出每年約一億，未來會與工會溝通、協商，逐步削減油氣優惠。中時電子報１２[]自由電子報
- 纽约尼克斯台裔美籍球星林書豪，因為左膝不適，在經過多次檢查之後，確定半月軟骨出現狀況，於台北時間3日動刀修補左膝蓋磨損半月板，預計將休息6週。中央社ETtoday

## 4月4日
- 兒童節與2012年的清明節，台北市貓空纜車原訂本日兒童免費，但因木柵地區出現強風，上午9點時宣布暫停營運。ettoday（页面存档备份，存于）

## 4月5日
- 新加坡副總理兼財政及人力部長尚達曼在星國當地一場演講提到「台灣人才外流、阻止外國優秀人才進入，正面臨國民平均收入下降的情況，新加坡需引以為鑑，對外來人才需持開放態度。」，行政院勞工委員會副主任委員潘世偉6日表示，台灣無法吸引人才、留住人才的關鍵因素是薪水太低，勞委會將研議放寬外籍人才來台灣的限制。中央社１２民視Archive.today的存檔，存档日期2013-04-19

## 4月6日
- 油價調漲後，多項民生物資跟著上漲，引起民眾不滿，行政院副院長江宜樺今天表示，國際油價高漲，國內採取能源價格合理化措施，未來一段時間內「民生用品漲價可預期」，政府將嚴密監控，若有大幅飆漲或聯合哄抬，將採有效作為。中央社１２

## 4月7日
- 行政院消保處和消基會最近都陸續發現食品含鋁，消費者喜愛的甜甜圈、油條、饅頭、海帶及粉絲，竟有六成七驗出含鋁！消基會呼籲衛生署儘快比照聯合國訂定食物鋁含量規範。消基會說明，人體的鋁含量過高，會損害腦部組織和智力，主要表現是讓神經系統特有的神經纖維病變，引起精神與神經功能混亂，記憶力減退與智力退化；且鋁攝取過多，會降低飲食中磷的吸收，造成骨骼含鈣量減少，嚴重時可能容易發生骨折。自由電子報[]中央社
- 為增進我與非洲友邦的情誼，強化雙邊合作交流，馬英九總統4月7日至18日首度率團訪問非洲，展開「仁誼之旅」，全程共12天，依序將訪問布吉納法索、甘比亞共和國及史瓦濟蘭王國等3個友邦。中華民國總統府 （页面存档备份，存于）中央社

## 4月9日
- 交通部今天表示，民國72年公布的汽車燃料使用耗油量計算表有錯誤，有部分車輛汽燃費超收，將退費給民眾，另有部分短徵，不再補徵。中央社（页面存档备份，存于）

## 4月12日
- 電價方案出爐！經濟部今天公佈最後拍板定案的電價漲幅，並在公告一個月後，從五月十五號凌晨零點起實施，民生用電漲幅大約11.5%，台電並宣布為配合電價調漲，取消員工用電優惠，並在今年度精簡人力約350人。中國廣播電臺[]中央社
- 國防部北部地方軍事法院今天表示，江國慶案刑事補償事件，根據求償審查會決議，對前空軍作戰司令部司令陳肇敏等6人，各求償新台幣1474萬714元。中央社（页面存档备份，存于）
- 台南市警方今天上午查緝一名毒品通緝犯時，員警林宏星遭對方開槍擊中左胸，送醫宣告不治，警方指出，林宏星辦案認真，表現優異，殉職的消息令同僚及親友相當難過。中央社中央網路報
- 財政部版「證券及期貨交易所得課稅方案」今天公布，規劃自102年度起，個人股票、期貨和選擇權交易所得納入課稅，每一申報戶全年淨賺達新台幣300萬元才要繳稅，稅率20%，報稅時與綜所稅分開計稅、合併申報。中央社中時電子報

## 4月13日
- 高檢署與檢察官協會今天表示「國際檢察官協會2012年亞太及中東地區會議」16日開始一連4天在台北舉行，主題為打擊經濟犯罪，追討犯罪不法所得，這次會議是國內首次針對檢察司法制度所舉辦的國際會議，台灣能爭取成為舉辦國，可說是台灣第一次、也是檢察史上第一次承辦這類型國際組織會議，希望能藉此建立一個全球性的互動平台，並推動亞太及中東地區的國際合作機會。中央社中央廣播電臺

## 4月14日
- 在美國職棒小聯盟奮鬥5年，台灣棒球好手林哲瑄終於將登上大聯盟殿堂。林哲瑄經紀公司今天證實，林哲瑄將前往波士頓向紅襪隊報到，成為史上第8位大聯盟台灣球員。中央社（页面存档备份，存于）中時電子報

## 4月15日
- 第31屆香港電影金像獎今晚舉行頒獎典禮，電影「那些年，我們一起追的女孩」勇奪新設的「最佳兩岸華語電影」大獎，歌手蕭敬騰以電影「殺手歐陽盆栽」奪得最佳新演員獎。中央社１２

## 4月17日
- 包括中國、台灣與日本都主張主權的釣魚台列島，今天再出現新的爭議，東京都知事石原慎太郎宣稱，東京都政府將斥資收購釣魚台，外交部重申釣魚台列嶼主權屬中華民國，而大陸外交部則發表聲明，指日本對釣魚台島嶼採取任何單方面舉措「非法和無效」，不能改變這些島嶼屬於中國的事實。中央社１（页面存档备份，存于）２[永久]聯合新聞網

## 4月18日
- 中華民國駐多明尼加共和國僑務祕書區美珍遇害，僑委會吳英毅今天說，根據駐館回報訊息，區美珍的住家大門被打開，房間凌亂，研判可能是遭歹徒尾隨後殺害。中央社１２
- 美國職棒大聯盟生涯第2戰，金鶯隊台灣左投陳偉殷今天先發出戰白襪，主投5.1局失2分，終場金鶯以3比2獲勝，取得美國職棒大聯盟生涯首勝。中央社（页面存档备份，存于）中時電子報
- 美國《時代雜誌》公布全球百大最具影響力的人物，「哈佛小子」林書豪榮登名單之首，世界球后曾雅妮則是名列第17位，也是唯一入選的女性運動員。中央社聯合新聞網

## 4月19日
- 台湾花蓮縣北偏东方16.9公里处的近海上午发生里氏规模5.4级的有感地震，震源深度达23公里，所幸摇晃时间不长，并未带来灾害影响。中国新闻网（页面存档备份，存于）
- 台湾海军司令部6时在屏东县枋山加禄堂海滩进行“汉光28号演习-联兴100-1号操演”，逾6000名陆海空官兵参演两栖登陆作战。台湾制造的快速登陆艇“合永艇”亦首次投入抢滩演练。中国新闻网（页面存档备份，存于）

## 4月21日
- 第四十屆瑞士日內瓦發明展，台灣連續三年勇奪世界第一！125件參賽作品，拿下122面獎牌，其中金牌數比去年增加3面，共達45金，52銀、25銅及8面特別獎的好成績，再度刷新去年紀錄。民視Archive.today的存檔，存档日期2013-04-18聯合新聞網

## 4月22日
- 中南部養雞場傳出H5N2禽流感疫情之後，衛生署今天指出，3名禽類從業及防疫人員身體健康，卻出現H5N2抗體，推測可能接觸到H5N2病毒或是疫苗干擾，不會人傳染人。中央社（页面存档备份，存于）

## 4月23日
- 行政院主計處新聞稿發布指出，民國101年（2012年）三月份人力資源調查統計結果，三月失業率為4.17%，與上月上升0.08%，較上年度三月份則下降0.31%。三月就業率，較上月上升0.14%，較上年度三月份則增1.66%。就業方向與上月比較，主要在服務部門增加（0.23%）、農業部門（0.54%）、工業部門則減少（0.04%）。但若與上一年度同月比較，服務部門增加（1.75%）、工業部門增加（1.53%）、農業部門增加（1.47%）。新聞稿/行政院主計處（页面存档备份，存于）

## 4月24日
- 台灣旅美投手王建民驚爆婚外情！他在第一時間開記者會向大眾道歉，強調自己犯下重大的錯誤，並由自己結束這長達8個月的戀情。NOW news（页面存档备份，存于）、中央社（页面存档备份，存于）
- 2012年國慶籌委會4月24日舉行成立大會，考量當前經濟不景氣，政府預算節約，決定今年不舉辦520慶祝大會、國慶晚會；國慶焰火則於苗栗縣施放。中央社（页面存档备份，存于）、聯合報[]

## 4月25日
- 新北市一名國中女學生，在學校廁所產下女嬰，少女向警方供稱，曾經遭到叔叔、爺爺性侵，結果叔叔先跳河結束性命，爺爺又企圖吞藥自殺；警方比對女嬰和全家族男性的DNA後，發現女嬰和祖父的DNA高度吻合，女嬰生父幾乎可確定就是少女的祖父。TVBS（页面存档备份，存于）

## 4月27日
- 美國再傳狂牛症病例，立法院在野3黨聯合提案，要求行政院將美國牛肉下架並暫停進口相關產製品，在野提案在表決戰第一輪以42比39票勝出，經國民黨提起重付表決，朝野形成44比44同票的僵局，最後擔任主席的立法院長王金平投下關鍵反對一票，全案未通過。 聯合新聞網

## 4月28日
- 被視為總統大選後政策、民心風向球的鹿港鎮長補選結果今天下午揭曉，民進黨籍候選人黃振彥以壓倒性票數獲勝，黃振彥認為，這是選民對政府投下不信任票；落敗的國民黨候選人蔡明忠則強調，一切都是自己努力不夠。中央廣播電臺[]中時電子報

## 4月30日
- 五一勞動節，勞工團體將以「遍地開花」方式向政府表達不滿，勞工訴求有調薪、反責任制和反派遣工。中央社